# SuS Timmel
Der Spiel- und Sportverein (kurz: SuS) Timmel ist ein deutscher Sportverein aus der ostfriesischen Ortschaft Timmel. Das Dorf gehört zur Gemeinde Großefehn, die zwischen Leer und Aurich liegt. Neben Fußball werden auch die Sportarten Gymnastik und Walking angeboten. Die erste Frauenfußball-Mannschaft spielt nach mehreren Abstiegen inzwischen als Spielgemeinschaft in der Kreisliga.

## Geschichte
Die Frauenfußball-Abteilung wurde im August 1977 aus der Taufe gehoben. 1983 feierte man die Meisterschaft der 1. Kreisklasse und den Aufstieg in die Kreisliga. Pünktlich zum zehnjährigen Bestehen wurde man Meister der Kreisliga und stieg in die Bezirksklasse auf. 1989 stieg man in die Bezirksliga, 1992 in die Landesliga und 1997 in die Niedersachsenliga auf. Im Jahre 2001 wurde man zum ersten Mal Niedersachsenmeister und schaffte den Aufstieg in die Regionalliga Nord. Seit der Gründung der 2. Bundesliga 2004 gehörte der SuS Timmel dieser Klasse an. Nach dem Beinaheabstieg 2006 musste die Mannschaft ein Jahr später den Weg in die Regionalliga antreten. Nach drei Jahren in der Regionalliga folgte 2010 der Abstieg in die Oberliga Niedersachsen West.
Nachdem fast die gesamte Mannschaft den Verein im Sommer 2010 verlassen hatte, war auch die Oberliga nicht zu halten, so dass der Verein erneut abstieg und in der Saison 2011/12 in die Bezirksliga durchgereicht wurde. Da der Verein auch dort weiterhin mit personellen Problemen zu kämpften hatte, wurde die letzte verbleibende Mannschaft im Winter 2012 komplett vom Spielbetrieb abgemeldet. Zur Saison 2012/13 wurde in Kooperation mit dem SV Wallinghausen wieder eine Mannschaft zum Spielbetrieb gemeldet. Die Spielgemeinschaft SG Timmel/Wallinghausen/Hinrichsfehn spielt derzeit in der Kreisliga. Ab der Saison 2016/2017 wurde eine Kooperation mit den Vereinen SV Warsingsfehn, dem VfL Fortuna Veenhusen und dem SV Nortmoor zu der SG Timmel/Moormerland/Nortmoor (TiMoNo) vereinbart. Derzeit spielt die erste Frauenmannschaft in der Landesliga sowie die Reserve in der Ostfrieslandliga. Die dritte Mannschaft spielt in der Ostfrieslandklasse B.

## Erfolge
- Niedersachsenmeister 2001
- Qualifikation für die 2. Bundesliga 2004

## Bekannte Spielerinnen
- Claudia Lübbers (heute SpVg Aurich)
- Imke Wübbenhorst (heute BV Cloppenburg)